# Acanthobrama telavivensis
Acanthobrama telavivensis, là loài cá vây tia nước ngọt thuộc họ Cyprinidae chỉ được tìm thấy ở Israel, tại hệ thống sông Yarkon.

## Mô tả
Loài cá có màu bạc, với chiều dài khi trưởng thành là 20 xentimét (7,9 in), được tái hoà nhập loài tại suối Afek và Ein Nymphit bởi Cơ quan Bảo tồn thiên nhiên Israel.

## Lịch sử
Trong suốt năm 1950 đến 1970, số lượng cá thể loài giảm mạnh. Số lượng cá thể vẫn ổn định trước đó nhưng trận hạn hán vào năm 1999 khiến loài gần như tuyệt chủng. Các cá thể còn lại đã bị bắt và nhân giống trong điều kiện nuôi nhốt. Năm 2006, những con cá này đã được tái hoà nhập ở 12 địa điểm phục hồi thuộc phạm vi sống trước đó. Kể từ đó, các quần thể lớn với nhiều kích cỡ và độ tuổi khác nhau đã được tìm thấy ở những khu vực này. Theo nhà sinh thái học của chính quyền, điều này cho thấy những nỗ lực cải tạo dòng sông đã thành công. Nỗ lực bảo tồn loài Acanthobrama telavivensis bắt đầu vào năm 1999, khi số lượng cá thể giảm xuống chỉ còn vài trăm. Dự án là một nỗ lực chung của Cơ quan quản lý sông Yarkon, Đại học Tel Aviv và Cơ quan Công viên Quốc gia và Thiên nhiên Israel. Các cá thể cá được chuyển đến các bể sinh sản đặc biệt tại công viên động vật học của trường đại học, và một nỗ lực đã được thực hiện để tái hoà nhập loài trở lại dòng sông vào năm 2002 diễn ra với rất ít thành công. Các nhà khoa học tham gia tin rằng điều này là do thiếu các địa điểm sinh sản phù hợp, họ đã xây một cái ao chứa đầy sỏi và thảm thực vật và chẳng mấy chốc đã xuất hiện nhiều cá con. Năm 2005, một nỗ lực thứ hai nhằm tái hoà nhập loài cá vào phần thượng lưu của dòng sông đã được báo cáo là thành công hơn, do kĩ thuật tạo ra các địa điểm sinh sản phù hợp. Vào năm 2014, IUCN đã tuyên bố loài này đủ 'hoang dã' (tức là không cần can thiệp trực tiếp) để loại bỏ nó khỏi danh mục"Tuyệt chủng trong tự nhiên"và hiện được coi là loài"Dễ bị tổn thương".